# Embalse Liberación de Florencia
Liberación de Florencia o Chambas 2 es un embalse ubicado en Florencia, Cuba. Es el embalse más voluminoso de Ciego de Ávila y el segundo más grande solo por detrás de su vecino embalse Cañada Blanca solo separado por un Canal de poca longitud.

## Características
El embalse se creó en una carretera abandonada que salía en el sur de la isla, accesible en períodos de sequía e momentos de degradamiento del embalse, una de estas es la calle José Martí de Florencia que seguía como una carretera al sur sin áreas agrícolas. Este también tiene un muro característico de Cuba, muro muy grande pero no alto lo cual hace que no se derrumbe este embalse.
Su Hermano embalse Cañada Blanca están separados por un canal de poca longitud mientras que los ríos que se crearon (río Chambas e Arroyo Cañada Blanca) tan solo es un arroyo que salió del río chambas, antes de caer en este embalse, razón por estar tan cercas. (Una curiosidad es que este y su hermano Cañada Blanca forman parte de un hidrosistema llamado homónimamente a este embalse   donde el nombre de los embalses son por el nombre de las presas). En este caso, Chambas 2.

## Historia
En noviembre de 2020 la Tormenta tropical Eta paso por Florencia, provocando quiebres en el embalse, al ser una tormenta muy lluviosa el llenado el embalse fue un problema que al terminar beneficio el sistema acuático de cuba.